# Samsung Wave 723
Samsung Wave 723 es un teléfono inteligente lowcost de clase media-baja creado por Samsung dotado con el sistema operativo propio de la casa, Bada OS. La idea original era poder ofrecer un teléfono inteligente de amplia utilidad al público sin que costara demasiado dinero y fuera asequible para la mayoría de la gente.

## Sistema Operativo
El Wave 723 está cargado con Bada Os (1.1 hasta la fecha, y en espera de Bada 2.0), el sistema operativo propio de Samsung en su gama de smatphones Wave.

## Especificaciones
- Procesador: 1 GHz

- Memoria Interna: 300 Mb

- Cámara: 5 Mp (con flash)

- Datos: Q3470998